# Christian Christiansen

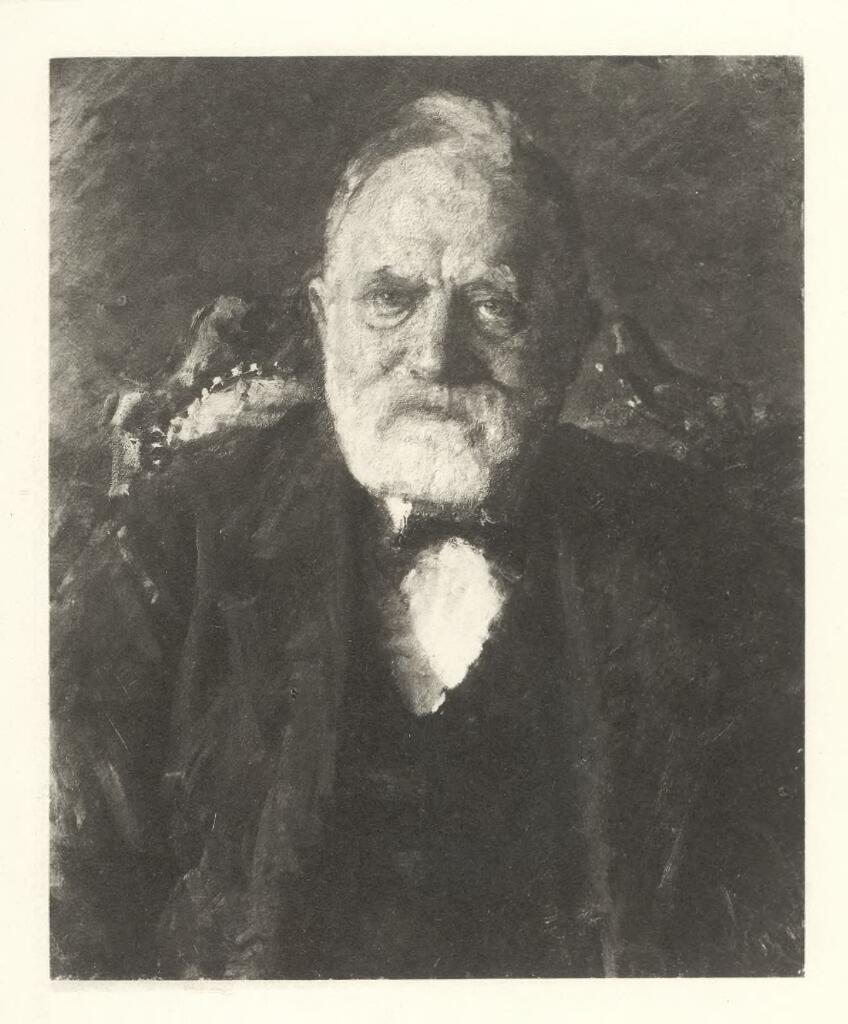
Christian Christiansen

Christian Christiansen (Lønborg, 9 oktober 1843 – Frederiksberg, 28 november 1917) was een Deens natuurkundige.
Christiansen gaf aanvankelijk les op de Polyteniske Lœranstalt (huidige Technische Universiteit van Denemarken) maar in 1886 verkreeg hij de leerstoel experimentele en theoretische natuurkunde aan de Universiteit van Kopenhagen. Hij bestudeerde warmtestraling en optische dispersie, en ontdekte in 1870 het naar hem vernoemde Christiansen-effect. Hij ontdekte verscheidene absoptiespectra met anormale dispersie waaronder anilini-rood. In 1884 bevestigde hij – onafhankelijk van Ludwig Boltzmann – de wet van Stefan-Boltzmann. In 1902 werd hij gekozen tot lid van de Koninklijke Zweedse Academie van Wetenschappen.
Van 1903 tot 1910 was hij de belangrijkste leermeester van Niels Bohr. In de periode dat Bohr bij hem colleges volgde deed Christiansen onderzoek naar elektrocapillariteit, een fenoneem waarbij een verandering van oppervlaktespanning optreedt wanneer twee vloeistoffen in contact komen met een elektrische stroom.

## Publicaties
- C. Christiansen: Laerebog i fysik. Kopenhagen 1892
- C. Christiansen: Indledning til den mathematiske Fysik. 2 delen, 1887–1889
- C. Christiansen: Untersuchungen über die optischen Eigenschaften von fein verteilten Körpern - Erste Mittheilung. In: Annalen der Physik und Chemie (Leipzig), Nr. 23, S. 298–306, 1884
- C. Christiansen: Untersuchungen über die optischen Eigenschaften von fein verteilten Körpern - Zweite Mittheilung. In: Annalen der Physik und Chemie (Leipzig), Nr. 24, S. 439–446, 1885
- C. Christiansen Elements of Theoretical Physics vertaald in het Engels door W. F. Magie uit de Duitse vertaling van Muller (London, McMillan, 1897)